# Cycas nayagarhensis
Cycas nayagarhensis — вид саговників, що зустрічається лише в районі Наягарх в Одіші в Індії. Вид у XXI ст. відкрили індійські вчені Ріта Сінгх, П. Радха та Дж.С. Хураіджам.